# Гулар (село)
Гулар (дигор. Гулæр, ирон. Гуылæр) — покинутое село в Ирафском районе Республики Северная Осетия-Алания. Входило в состав Гуларского сельского поселения.

## История
Возможно топоним «Гулар» восходит к монгольскому слову «гуларта» со значением «очаг в юрте» (Твердовский А. В. Топонимический словарь Кавказа).

## География
Расположено в юго-западной части региона, в Дигорском ущелье, на перевале Гулар, вблизи села Дзинага.

## Население
В 1886 году проживало 241 человек — осетины простого сословия православного вероисповедания.

## Известные уроженцы, жители
В сельской школе в 1920-е годы работал Георгий Гадоевич Малиев, осетинский советский поэт и публицист.

## Инфраструктура
Село находится в национальном парке «Алания».
Между сёлами Дзинага и Гулар находится объект культурного наследия регионального значения (архитектура) — средневековая жилая сторожевая башня Перисаевых.
Вблизи селения обнаружено перспективное месторождений гранитов.

## Транспорт
К селу идёт дорога от с. Дзинага.